# روب سميث (لاعب كرة قدم)
روب سميث (بالإنجليزية: Rob Smith)‏ هو لاعب كرة قدم بريطاني في مركز ظهير ‏، ولد في 25 أبريل 1950 في كينغستون أبون هال في المملكة المتحدة. لعب مع غريمسبي تاون.